# Czarne (powiat kościerski)
Czarne (dodatkowa nazwa w j. kaszub. Czôrné; niem. Czarnen) – śródleśna osada kaszubska w Polsce położona w województwie pomorskim, w powiecie kościerskim, w gminie Dziemiany na terenie Wdzydzkiego Parku Krajobrazowego.
Osada wchodzi w skład sołectwa Jastrzębie Dziemiańskie.
W pobliżu znajduje się jezioro Czarne
W latach 1975–1998 miejscowość administracyjnie należała do województwa gdańskiego.